# 애드리아나 드미오
애드리아나 드미오(Adriana DeMeo, 1981년 1월 1일 ~ )는 미국의 배우, 텔레비전 배우, 영화배우이다.

## 방송
- 위드아웃 어 트레이스 7

## 영화
- 더 워너비 - 존 고티 (2015년)
- 킬러 무비 (2008년)
- 아웃 오브 프랙티스 (2005년)
- 위드아웃 어 트레이스 1 (2002년)